# René Méjean
Pour les articles homonymes, voir Méjean.
René Méjean (utilise aussi le pseudonyme Jean Meynier ; 21 octobre 1904 à Ganges - 26 juillet 1986 à Orléans) est un professeur, un félibre et un écrivain occitan.

## Biographie
Fils d'un professeur, René Charles Louis (en occitan : Reinié ) Méjean a été professeur dans un lycée. Membre (et dès 1978 majoral) du Félibrige, il a été rédacteur en chef de la Revue de langue et littérature d'oc (publiée par le Centre d'études et de cultures provençales). Par ailleurs (en tant que successeur de Roger Barthe), de 1968 à 1986, il a été rédacteur en chef de la revue La France latine (lui a succédé sa fille Suzanne Thiolier-Méjean). Méjean a traduit en occitan les œuvres de son traducteur en italien, Marino Piazzolla (1910-1985).
Il a été grand lauréat des jeux floraux en 1976.

## Œuvres
- René Méjean, Pastorale, ballet, Paris, Edicioun de la Franço latino, 1948, 21 p. (OCLC 758689688, BNF 32438755)
- (oc + fr) René Méjean, Lou tems clar : Pouèmo prouvençau, Paris, Edicioun de la Franço latino, coll. « L'Esparganeu », 1968, 100 p. (OCLC 460422980, BNF 33096037)
- (oc + fr) Reinié Méjean, Cantadisso di draio e di camin maien : Cantate des sentiers et des chemins de mai, Toulon, l'Astrado, coll. « Lou Chivau alu », 1970, 23 p. (OCLC 489893036, BNF 35204098)
- (oc + fr) René Méjean, L'armana estrassa : L'almanach déchiré : avec la traduction française, Toulon, l'Astrado, coll. « L'Esparganeu », 1971, 99 p. (OCLC 495951248, BNF 35436392)
  - (it) René Méjean (trad. Marino Piazzolla), L'almanacco strappato, Milan, Casa Editrice Ceschina, coll. « La grande poesia d'ogni tempo », 1974, 59 p. (OCLC 489864762)
- (oc + fr) René Méjean, Noto de cresten e d'aven : Notes de cime et d'abîme, Toulon, l'Astrado, coll. « L'Esparganeu », 1974, 95 p. (OCLC 489890789)
- (oc + fr) René Méjean et Marino Piazzola, Balado d'a dos voues : Ballade à deux voix, Toulon, l'Astrado, coll. « L'Esparganeu », 1975, 78 p. (BNF 34606753) contient: 
  - Dins Paris li dos oumbro nostro, Dans Paris nos deux ombres, de Marino Piazzolla, et Balado dou darrié vespre, Ballade du dernier soir, de Reinié Méjean
- (oc + fr) René Méjean, En breu, Nîmes, l'Astrado, coll. « Lou Chivau alu », 1977, 23 p. (ISBN 2-85391-014-8, OCLC 489890673, BNF 34612690)
- (oc + fr) René Méjean, Lou cant viradis emé d'àutri pouèmo : Le chant tournant et autres poèmes, Toulon, l'Astrado, coll. « L'Esparganeu », 1979, 99 p. (ISBN 2-85391-022-9, OCLC 489890673, BNF 34647233)
  - (it) René Méjean (trad. Marino Piazzolla), Il Canto tornante : e altre poesie, Rome, Ed. Fermenti, coll. « I poeti universali », 1980, 95 p. (OCLC 490435757)
- (oc + fr) René Méjean, Dóu laberinto escoundu : Du labyrinthe caché, Toulon, l'Astrado, coll. « L'Esparganeu », 1985, 101 p. (ISBN 9782853910392, OCLC 14470710, BNF 3487540)

### Traductions, préfaces
- (oc + fr + it) Marino Piazzolla (trad. René Méjean), Letro de la femo baujo : Lettres de l'épouse démente, Toulon, l'Astrado, coll. « L'Esparganeu », 1977, 99 p. (ISBN 2-85391-003-2, OCLC 461821204)
- (oc + fr + it) Giuseppe Centore (trad. René Méjean), Ùni Pouësìo : presentado e revirado de l'italian au prouvençau em' au francés pèr Reinié Méjean, Paris, l'Astrado, coll. « Les Cahiers de la France latine », 1978, 27 p. (OCLC 461699238, BNF 346154)
- (oc + fr + it) Marcello Camilucci (trad. René Méjean), Quàuqui dicho d'un drole anti : presentado e revirado de l'italian au prouvençau em' au francés pèr Reinié Méjean, Paris, l'Astrado, coll. « Les Cahiers de la France latine », 1979, 23 p. (BNF 346154)
- (it) Marino Piazzolla (préf. René Méjean), I detti immemorabili di Renato Maria Ratti, Rome, France latine, 1966, 103 p. (OCLC 490785488)
- Marino Piazzolla (préf. René Méjean), Moi, l'inutile, Paris, France latine, coll. « Poètes de tous les temps », 1982, 103 p. (OCLC 461616881, BNF 34847795)
- Sully-André Peyre (préf. René Méjean), Mireille, poème chrétien, Berre l'Etang, coll. « L'Astrado », 1990, 70 p. (OCLC 145028730)

### Adaptations, scénarios
- Leonid Nikolaevič Andreev (trad. Suzanne Avivith, René Méjean), Requiem : drame en 1 acte, Radiodiffusion française, 1977, 31 p. (BNF 40894905)
- La Ferme des sept péchés (1949), film de Jean Devaivre, scénario René Méjean et Janine Grégoire

### Revues
- Bonnel Émile, directeur de publication et Méjean René, éditeur scientifique, Revue de langue et de littérature d'Oc, Avignon, Centre d'études et de culture provençales, coll. « no 9 à 11 », 1962-1963 (OCLC 72682024, BNF 41631182)

### Articles
- René Mejean, « Le corpus des troubadours », Revue de langue et littérature provençales, no 10,‎ 1963, p. 5-11

## Pour approfondir